# 刘建 (学者)
刘建（1962年12月20日—）是一位美国华人药理学家、企业家。主要研究肝素及其生物酶法合成。

## 生平
1984年获得获得南开大学学士学位，1987年获得硕士学位，1988年赴美留学，1993年获得艾奥瓦大学博士学位，同年进入麻省理工学院担任博士后。2000年加入北卡罗来纳大学教堂山分校担任助教，2006年升任副教授，2011年升任教授。2013年成立公司Glycan Therapeutics并担任首席执行官。